# Ébrasement

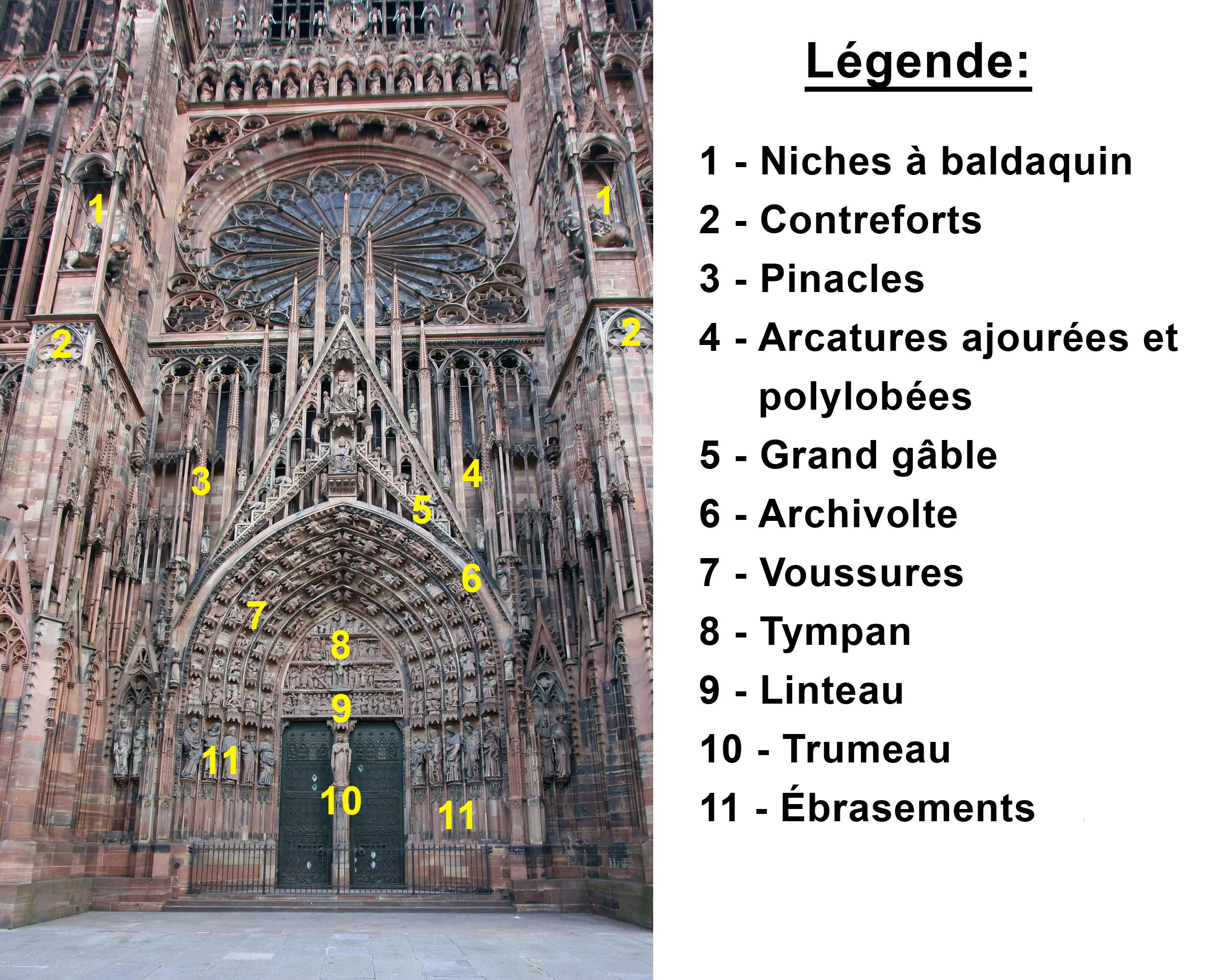
Portail gothique légendé, cathédrale de Strasbourg.

L’ébrasement ou ébrasure  est la partie de biais dans l'épaisseur d'un mur d'une baie (dont la découpe globale est généralement appelée l'embrasure). L'ébrasement s'arrête aux montants du dormant de la porte ou la fenêtre lorsqu'elle existe et peut contenir les volets d'intérieur, les volets d'extérieur selon son côté. L'ébrasement a pour but de faciliter l'arrivée de la lumière pour des fenêtres, jours et soupiraux ou de simplifier le passage des personnes, des véhicules pour des portes et portails. L'ébrasement d'une baie est fréquemment surmonté par une voussure. L'ébrasement est présent aussi dans les jambages d'une cheminée, la face verticale intérieure biaise des alettes perpendiculaires au contrecœur.
- L'ébrasement intérieur (fréquent dans la construction de mur épais jusqu'au XXe siècle) est la partie qui s'évase vers l'intérieur. Par extension, on le confond parfois avec le tableau (dans les murs minces).
- L'ébrasement extérieur (caractéristique des constructions anciennes) est la partie qui s'évase vers l'extérieur.

L'ébrasement peut être :
- concave si le biais de la paroi apparaît creusé en suivant horizontalement une portion de cercle, un ovale ;
- à ressauts pour paroi biaise qui apparaît composée d'éléments verticaux alignés avec petits décrochements en profondeur.

Autres noms :  
- embrasement (rare) ;
- embrasure par extension est utilisé pour l'ébrasement intérieur alors qu'originellement pour certains auteurs cela désigne lorsqu'il y en a l'évasement vers l'extérieur uniquement.